# Metrik av mått
Metrik av mått är en metrik mellan mått. Metrik av mått är en viktig struktur när man undersöker svag konvergens av mått.

## Definitioner
Först behövs några definitioner för metriken.
Mängden av Radonmått är mängden av alla Radonmått i {\displaystyle \mathbb {R} ^{n}\,} begränsade till Borelmängder {\displaystyle \mathrm {Bor} \,\mathbb {R} ^{n}}:
{\displaystyle {\mathfrak {M}}(\mathbb {R} ^{n}):=\left\{\,\mu :\mathrm {Bor} \,\mathbb {R} ^{n}\to [0,\infty ]\,\ |\,\ \mu {\mbox{ är ett Radonmått }}\right\}.\,}
Mängden av Lipschitzfunktioner är mängden av alla Lipschitzfunktioner definierad i en mängd {\displaystyle A\subset \mathbb {R} ^{n}\,} (se också {\displaystyle \infty \,}-Sobolevrummet):
{\displaystyle W^{1,\infty }(A):=\left\{\,f:A\to \mathbb {R} \,\ |\,\ f{\mbox{ är en Lipschitzfunktion }}\right\}.\,}
i-klass metriken av Radonmått, där {\displaystyle i\in \mathbb {N} \,}, är en funktion {\displaystyle d_{i}:{\mathfrak {M}}(\mathbb {R} ^{n})\times {\mathfrak {M}}(\mathbb {R} ^{n})\rightarrow \mathbb {R} \,} definierad som:
{\displaystyle d_{i}(\mu ,\nu ):=\sup \left\{\,\left|\int f\,d\mu -\int f\,d\nu \right|\,:\,f\in W^{1,\infty }(B_{i}(0))\right\},\,}
dvs supremum av distansen för måttintegraler av mått {\displaystyle \mu ,\nu \in {\mathfrak {M}}(\mathbb {R} ^{n})\,} över Lipschitzfunktioner i bollen {\displaystyle B_{i}(0)\,}.
Det går att visa att {\displaystyle ({\mathfrak {M}}(\mathbb {R} ^{n}),d_{i})\,} är ett metriskt rum för alla {\displaystyle i\in \mathbb {N} \,}. Tyvärr det är inte ett fullständigt metriskt rum. Så istället definierar man en annan metrik med hjälp av metrikerna {\displaystyle d_{i}\,}, {\displaystyle i\in \mathbb {N} .}

## Formell definition
Metrik av mått, {\displaystyle d\,}, är en formellt funktion {\displaystyle {\mathfrak {M}}(\mathbb {R} ^{n})\times {\mathfrak {M}}(\mathbb {R} ^{n})\rightarrow \mathbb {R} \,} definierad som:
{\displaystyle d(\mu ,\nu ):=\sum _{i=1}^{\infty }2^{-i}\min \left\{1,d_{i}(\mu ,\nu )\right\},}
för {\displaystyle \mu ,\nu \in {\mathfrak {M}}(\mathbb {R} ^{n}).\,}
Det går att visa att rummet {\displaystyle ({\mathfrak {M}}(\mathbb {R} ^{n}),d)\,}, rummet av mått, är ett fullständigt metriskt rum och dessutom separabelt. Den täta och uppräkneliga delmängden av Radonmått i {\displaystyle {\mathfrak {M}}(\mathbb {R} ^{n})\,} är summan av Diracmått över mittpunkter av dyadiska kuber i {\displaystyle \mathbb {R} ^{n}}. 

## Svag konvergens av mått
Eftersom {\displaystyle ({\mathfrak {M}}(\mathbb {R} ^{n}),d)\,} är ett metriskt rum man kan definiera konvergens av mått: en följd av mått {\displaystyle (\mu _{i})\,} konvergera till {\displaystyle \mu \,} om
{\displaystyle d(\mu _{i},\mu )\rightarrow 0\,}, när {\displaystyle i\rightarrow \infty \,}.
Man kallar den här typen av konvergens för svag konvergens av mått och skriver:
{\displaystyle \ \mu _{i}\rightharpoonup \mu ,\ \mu _{i}\ {\stackrel {\mathrm {w} }{\rightarrow }}\ \mu ,} eller  {\displaystyle \ \mu _{i}\ {\stackrel {\mathrm {*} }{\rightarrow }}\ \mu ,}
där w (eng. weak) och {\displaystyle \ast \,} (eng. star) antyder på svaga stjärnatopologin av Radonmått.
Det går att visa att
{\displaystyle \ \mu _{i}\rightharpoonup \mu ,}
om och endast om
{\displaystyle \int f\,d\mu _{i}\rightarrow \int f\,d\mu \,}, när {\displaystyle i\rightarrow \infty \,}.
för alla {\displaystyle f\in C_{c}(\mathbb {R} ^{n})\,} där {\displaystyle C_{c}(\mathbb {R} ^{n})\,} är mängden av alla kontinuerliga funktioner i {\displaystyle \mathbb {R} ^{n}\,} med kompakt stöd.
Anmärkning: det finns exempel av mängder {\displaystyle A\subset \mathbb {R} ^{n}\,} när {\displaystyle \mu _{i}\rightharpoonup \mu } men {\displaystyle \mu _{i}(A)\nrightarrow \mu (A)\,}. Å andra sidan om {\displaystyle A\,} är begränsad och {\displaystyle \mu (\partial A)=0\,} så är {\displaystyle \mu _{i}(A)\rightarrow \mu (A)\,} om {\displaystyle \mu _{i}\rightharpoonup \mu }.